# Otto Rank
Otto Rank (n. 22 aprilie 1884, Viena, Austro-Ungaria – d. 31 octombrie 1939, New York City, New York, SUA) a fost un psihanalist, scriitor, profesor și terapeut austriac, care a lucrat timp de aproape douăzeci de ani cu Sigmund Freud, pentru ca mai apoi să devină un binecunoscut oponent al acestuia.

## Biografie
Aduce contribuții valoroase ultimelor ediții ale cărții "Interpretarea viselor" și numele său apare chiar pe prima pagină după cel al lui Freud. Între 1915-1918, Rank lucrează ca secretar al Asociației Internaționale de Psihanaliză, fondată de Freud cu cinci ani mai înainte. Creativitatea ieșită din comun și teoriile sale psihanalitice sunt foarte apreciate de Freud.
La Paris, Rank devine psihoterapeut pentru artiști precum Henry Miller, Anais Nin, și ține prelegeri la Sorbona. Călătorește între Franța și America și ține prelegeri la universități precum Harvard, Yale, Stanford, Universitatea din Pennsylvania, având ca teme psihoterapia relațională, experiențială, "aici și acum", arta, voința creativă, și nevroza ca eșec al creativității.
Rank a fost primul care a susținut faptul că separarea de gândurile învechite, emoții și conduite este chintesența creșterii și dezvoltării psihologice. El a cercetat cum ființele umane pot învăța să-și afirme voința în cadrul relațiilor și a pledat pentru un nivel maxim de individuare în cadrul unui nivel maxim de apropiere. El este cel care introduce terapia aici și acum, terapie care nu va fi acceptată de Asociația Americană de Psihanaliză și de Asociația Internațională de Psihanaliză decât peste o jumătate de secol.
Rollo May, unul din pionierii psihoterapiei existențiale în Statele Unite a fost profund influențat de prelegerile și scrierile post-freudiene ale lui Rank și întotdeauna l-a considerat ca fiind cel mai important precursor al terapiei existențiale. El spune în acest sens: "De foarte multă vreme l-am considerat pe Otto Rank drept cel mai mare geniu neconsacrat din cercul lui Freud".

## Traduceri în limba română
- "Psihanaliza și științele umaniste" (în colaborare cu Hanns Sachs), Traducere și îngrijire ediție: Brândușa Popa, Editura Herald, Colecția Psihoterapia, București, 2012, 224 p., ISBN 978-973-111-271-8